# Euchresta horsfieldii
Euchresta horsfieldii är en ärtväxtart som först beskrevs av Jean Baptiste Leschenault de la Tour, och fick sitt nu gällande namn av John Johannes Joseph Bennett. Euchresta horsfieldii ingår i släktet Euchresta och familjen ärtväxter.

## Underarter
Arten delas in i följande underarter:
- E. h. horsfieldii
- E. h. laotica